# Thomas Zeitz
Thomas Zeitz (* 14. Dezember 1973 in Frankfurt am Main) ist ein deutscher Handballtrainer und ehemaliger Spieler.

## Karriere
Zeitz begann das Handballspielen bei seinem Heimatverein TSG Ober-Eschbach und spielte dort bis in die Regionalliga. Zudem war er in Ober-Eschbach als Trainer für die Damenmannschaft in der 2. Bundesliga Süd tätig. Weiter spielte er für die TuS Nieder-Eschbach und als Spielertrainer für die TSG Oberursel.
2012 entschied er sich hauptamtlich Trainer zu werden. Ab 2013 trainierte er die Damen der SG TSG/DJK Mainz-Bretzenheim und stieg 2015 in die 2. Bundesliga auf. Ende 2015 wurde er als Trainer des Ligakonkurrenten und Stadtrivalen FSG Mainz 05/Budenheim verpflichtet. Nachdem sich die Spielgemeinschaft 2018 aufgelöst hatte, trainierte er weiterhin die Damenmannschaft des FSV Mainz 05. In der Saison 2018/19 gelang ihm mit Mainz der Aufstieg in die 1. Bundesliga. Nach dem Abbruch der Saison 2019/20 durch die COVID-19-Pandemie, wechselte er zum Zweitligisten VfL Waiblingen. 2022 stieg er auch mit Waiblingen in die 1. Bundesliga auf, musste nach der Saison 2022/23 und nur einem Sieg allerdings als Tabellenletzter wieder absteigen. Seit Sommer 2023 arbeitet er bei Erstligist Sport-Union Neckarsulm als Trainer und Sportlicher Leiter.

## Privates
Thomas Zeitz ist gelernter Bankkaufmann und Vater einer Tochter. Er ist mit der ehemaligen niederländischen Handballspielerin Sarah van Gulik verheiratet.

## Erfolge
- 2015: Aufstieg in die 2. Bundesliga mit der SG TSG/DJK Mainz-Bretzenheim
- 2019: Aufstieg in die 1. Bundesliga mit dem FSV Mainz 05
- 2022: Meister der 2. Bundesliga 2021/22 und Aufstieg in die 1. Bundesliga mit dem VfL Waiblingen